# Zdrhlo
Zdrhla jsou dřevěné, kamenné, betonové nebo gumové výčnělky na dně retardérové propusti, například klikatky, jejichž účelem je zpomalení toku vody a proplouvajících plavidel (vorů, dnes v českých podmínkách především sportovních plavidel). V ČR se můžeme se zdrhly setkat například v propusti jezu u ostrova Štvanice v Praze.

## Retardérová propust
Retardérová propust byla původně po svém vynálezci označována jako Bazikova propust a byla podle Ottova slovníku použita roku 1912 na Labi u Lovosic, na vltavském jezu mlýna Suchomel u Českých Budějovic a na Černém potoku u Kaplice. Zdrhla podle tohoto patentu se nazývají Bazikova zdrhla. Podle webu Povodí Vltavy byla Bazikova zdrhla na konci 230 m dlouhé vorové propusti ve Vraňanech při jezu postaveném v letech 1902–1905, a to až do jeho rekonstrukce v 70. a 80. letech.